# جيكر خورشيد
جيكر خورشيد كاتب قصص أطفال من سوريا. عاش طفولته في حلب ودرس الأدب العربي في جامعة البعث في حمص، وأول مجموعة قصصية كتبها «ابن آوى والليث» فازت بجائزة الشارقة للإبداع العربي في مجال أدب الأطفال عام 2006. وتوقف خورشيد عن الكتابة لفترة بسبب مرض والده وفاته لاحقاُ، ثم عاد إلى التأليف في 2012. وله أكثر من 120 كتاب وما يقارب 100 كتاب قيد الطباعة. وفي عام 2015، خرج خورشيد من سوريا وهاجر إلى هولندا. ورشح كتابه «أنا لست أنت» لجائزة الشيخ زايد للكتاب لفرع أدب الطفل والناشئة لعام 2019.

## السيرة الذاتية
عاش جيكر خورشيد طفولته في حلب ودرس الأدب العربي في جامعة البعث في حمص، وبدأ في الكتابة بالشعر العمودي ومن ثم شعر النثر والمقالات السياسية والقصة التي نشرت في الصحف والمجلات العربية والسورية، حتى كتب أول مجموعة قصصية للأطفال «ابن آوى والليث» التي فازت بجائزة الشارقة للإبداع العربي في مجال أدب الأطفال عام 2006. وتوقف خورشيد عن الكتابة لفترة بسبب مرض والده وفاته لاحقاُ، وثم عاد إلى التأليف في 2012، وله أكثر من 120 كتاب ووما يقارب 100 كتاب قيد الطباعة.
وفي عام 2015، خرج خورشيد من سوريا بسبب الأحداث وقتها وسافر أولا إلى تركيا ثم هاجر إلى هولندا. وكتب قصته «القطة المهاجرة» بناء على ما رآه في هجرته، وتوجد هذه القصة في المكتبة البافارية الحكومية. وكتب خورشيد عن معاناة الأطفال في المخيمات التي مر بها في تركيا واليونان وتم توزيع عشرات الآلاف من القصص التي كتبها على أطفال المخيمات. وتمت ترجمة قصة له بعنوان «نزار هو الحكم» إلى اللغة الجورجية، وهي قصة صدرت عن دار ربيع للنشر وبطلها طفل من ذوي الاحتياجات الخاصة. ورشح كتابه «بيت بيوت» برسوم فارس قره لجائزة اتصالات لكتاب الطفل لفئة أفضل رسوم في عام 2019. ورشحت قصته «أنا لست أنت» لجائزة الشيخ زايد للكتاب لفرع أدب الطفل والناشئة لعام 2019.

## المؤلفات
من مؤلفاته:
- ماذا أقول لأمي، دار أصالة، 2015.
- القناع، دار أصالة، 2015.
- أنا عصفور أنا سمكة أنا هرة، دار أصالة، 2016.
- سباق في مملكة الأحلام، دار البنان، 2016.
- بيت البيوت، دار ربيع، 2016.
- نزار هو الحكم، دار ربيع، 2016.
- لا تتركيني وحيدة، دار أصالة، 2017.
- أنا لست أنت، دار الحدائق، 2018.
- بائع الفرح، دار أصالة، 2018.
- إني أرى، دار كلمات، 2019.
- أسمع أرى، دار مسار الفكر، 2023.